# Петров, Никола
Никола Петров (болг. Никола Петров; 20 августа 1881, Видин — 10 декабря 1916, София) — болгарский живописец-пейзажист, график, обращавшийся также к изображению портрета.
Один из оригинальных представителей нового болгарского искусства начала XX века, Никола Петров успел в отпущенный ему краткий срок не только во всей полноте освоить акварельную и масляную живописную технику, но и найти в живописи свою особую ноту.

## Жизнь и творчество
Никола Петров родился 20 августа 1881 года в Ви́дине, маленьком городе-крепости на берегу Дуная, служащего природной границей между Болгарией и Румынией. С запада от Видина проходит сухопутная граница между Болгарией и Сербией.
Уже в раннюю пору начального обучения школьные учителя обнаружили у мальчика наклонности к искусству. Возмужав, юноша едет в Софию. Ко времени формирования второго набора студентов (1899 год) во вновь организованную в Государственную школу рисунка (впоследствии Софийская Академии Художеств) Никола Петров приступил к освоению профессии художника.

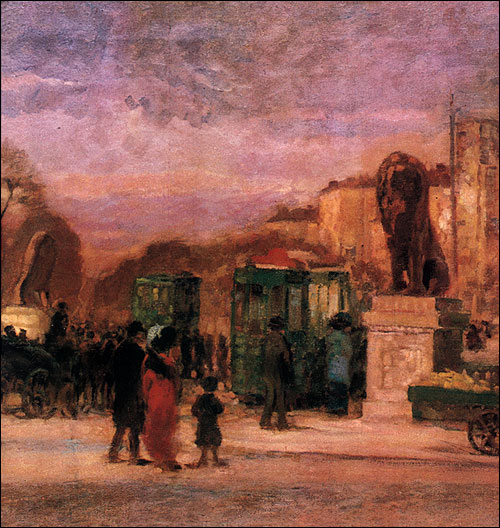
Никола Петров. Лъвов мост, 1911

Учился он у известного скульптора Марина Василева и у прославленного болгарского баталиста чешского происхождения, Ярослава Вешина (чеш. Jaroslav Věšín, 1860—1915).
Однако Никола Петров, вместо того чтобы последовать за своим наставником Вешиным в разработке тем битв и в передаче ярких страстей, остался верен собственному, лирическому восприятию мира, сосредоточившись главным образом на пейзаже.
В 1903 году Н. Петров присоединился к Обществу современного искусства, в которое входили молодые ниспровергатели академизма.
В живописи он предпочитал, как уже было сказано, жанр пейзажа, обращался как к уличным сценам Софии, так и к пригородным ландшафтам или горным видам. Его манеру отличает мягкая сплавленность красок в единый гармоничный аккорд, он воссоздаёт на полотне мир сдержанно-эмоциональный и целостный («Площадь Народного собрания в Софии», 1910; «Сжатая нива», 1914). Художник использует предельно точные применительно к тону, цвету и форме изображаемого объекта красочные мазки, но наносит их как бы исподволь, неуловимыми движениями кисти. Никола Петров писал также портреты. Испытал известное влияние импрессионизма и дивизионизма.
Художник умер в возрасте 35 лет от туберкулёза.

<…> тонко уловленный момент изменчивой жизни природы, пережитый и осмысленный так, что он создаёт некое новое поэтическое понятие.— В. М. Полевой — Искусство XX века. М., 1991, С.85

## Изображения в сети
- Пейзаж с монастырской стеной. 1904 картон, акварель 35,4 × 27 см.
- Портрет поэта Архивная копия от 4 марта 2016 на Wayback Machine Пейчо Славейкова. Холст, масло 40 × 32 см.[7]
- Памятник царю-освободителю в Софии Архивная копия от 19 июня 2015 на Wayback Machine. Холст, масло 23 × 40 см.
- Женский портрет Архивная копия от 4 марта 2016 на Wayback Machine. Холст, масло
- Пейзаж, 1914 Архивная копия от 4 марта 2016 на Wayback Machine. Холст, масло 29 × 40 см.
- Почтовая марка Болгарии 1978 года: Никола Петров. Национальный театр, 1912 Архивная копия от 5 марта 2016 на Wayback Machine

## Литература

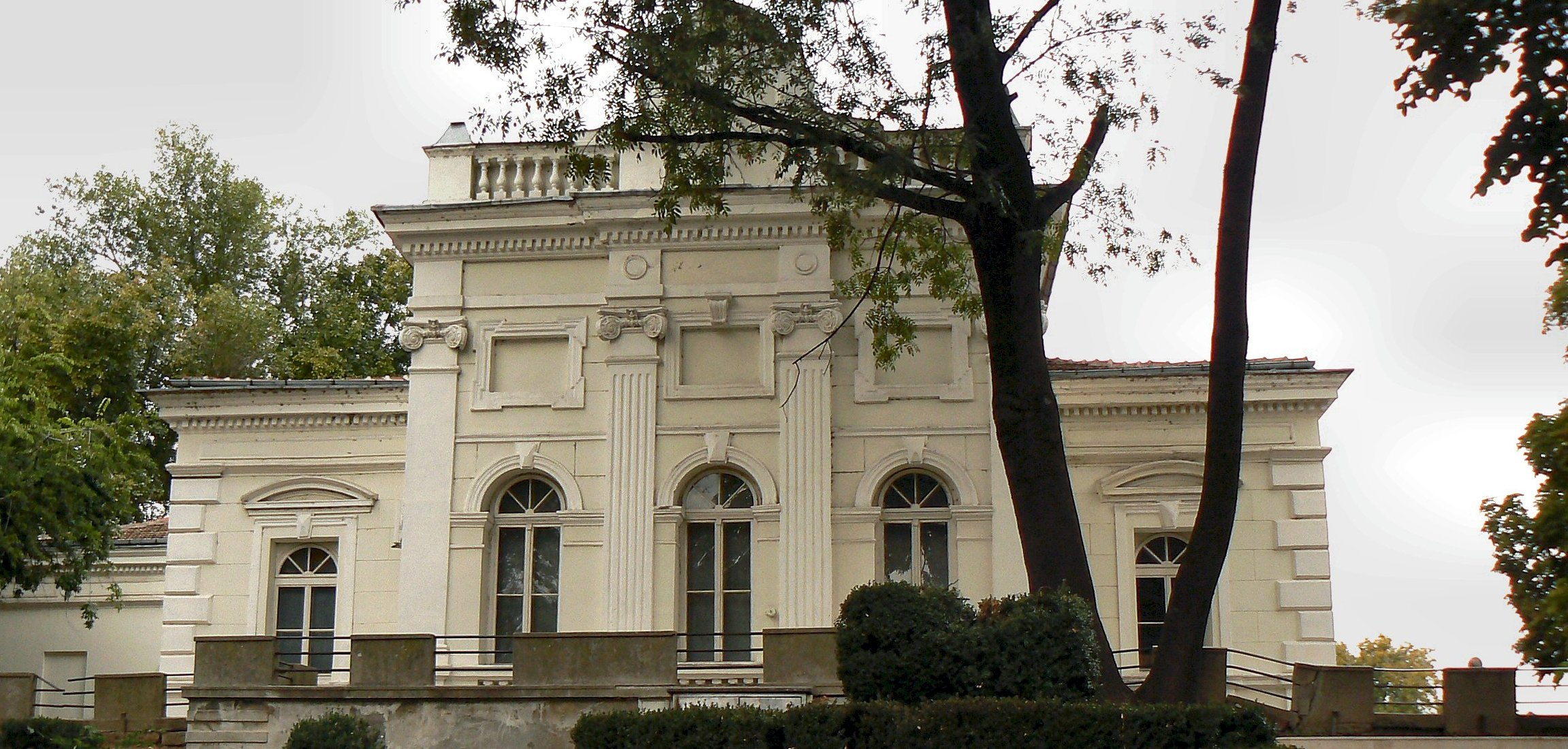
Галерея имени Николы Петрова
на родине художника, в городе Видин.

## Галерея

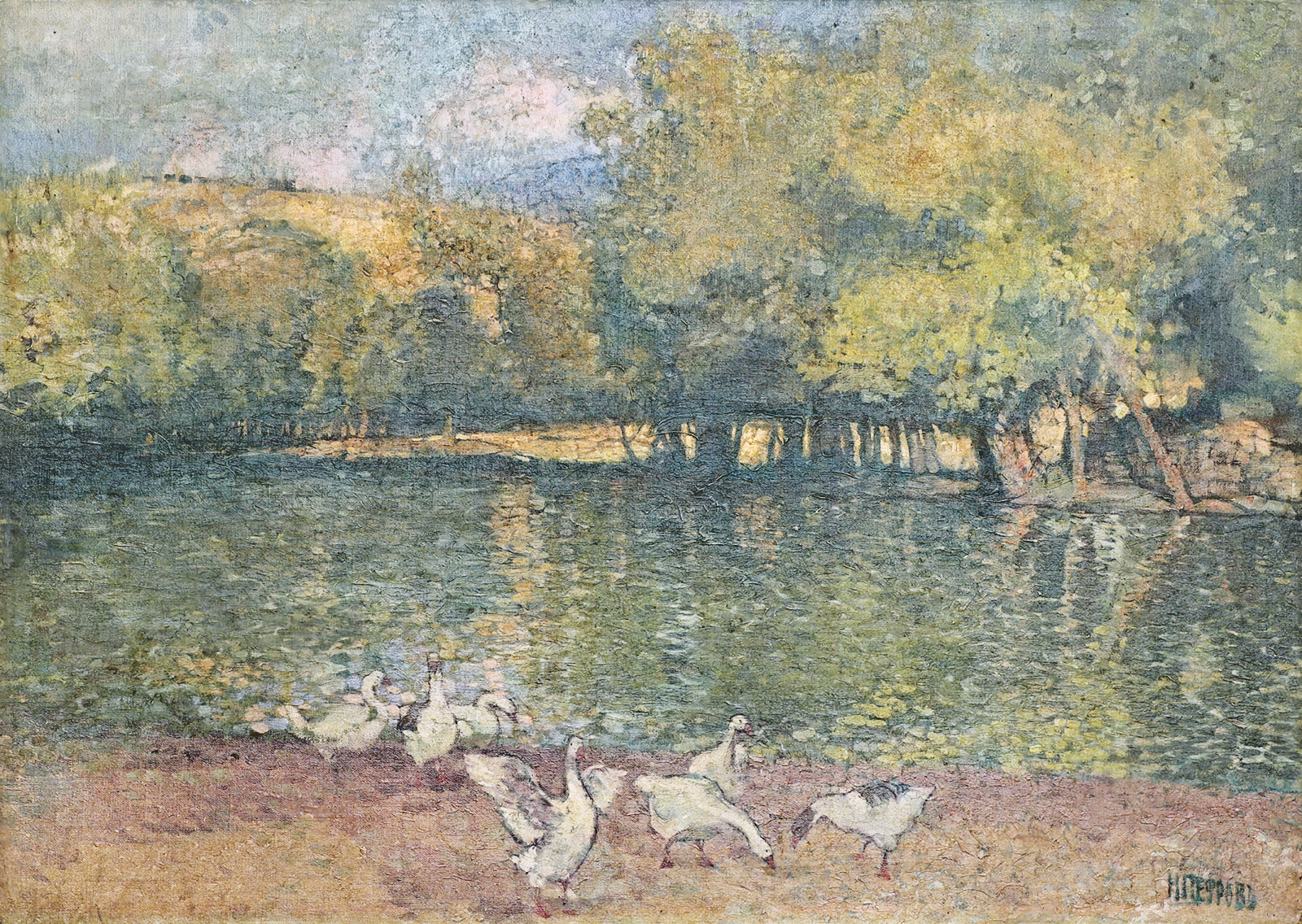
Река Ерма у Трына. 1910.  Архивная копия от 4 марта 2016 на Wayback Machine
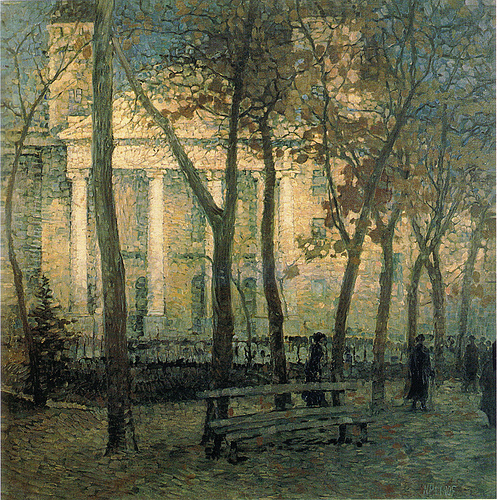
Национальный театр, 1912 Холст, масло 73 × 73 см
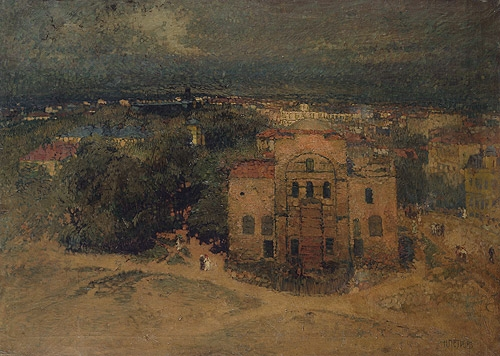
Софийский собор, 1909.  Архивная копия от 4 марта 2016 на Wayback Machine